# Marcelo Melo
Marcelo Melo (Belo Horizonte, 1983. szeptember 23. –) brazil teniszező. 2007-ben tiltott anyagokat találtak szervezetében, ezért két hónapra eltiltották. Részt vett a 2008-as és a 2012-es olimpián is. Öccse, Daniel Melo szintén teniszező.